# Tethionea unicolor
Tethionea unicolor är en skalbaggsart som beskrevs av Francis Polkinghorne Pascoe 1869. Tethionea unicolor ingår i släktet Tethionea och familjen långhorningar. Inga underarter finns listade i Catalogue of Life.